# Classics Live I and II
Classics Live i Classics Live II su set albuma američkog hard rock sastava Aerosmith, koji su pojedinačno objavljeni 1986.g. i 1987.g. Zajedno čine drugo uživo izdanje nakon albuma Live! Bootleg.

## Classics Live
Classics Live uživo je album američke hard rock skupine Aerosmith koji izlazi u travnjuu 1986.g.
Materijal koji se nalazi na Classics Live sniman je u vrijeme kada su u Aerosmithu prevladavali osobni i glazbeni problemi. Bili su veliki ovisnici o narkoticima, njihov gitarista Joe Perry u to vrijeme je odlazio pa se vraćao u sastav i zbog toga njihovi albumi nisu bilježili dobru podaju. Mnoge skladbe već su objavljene na prethodnom uživo albumu Live! Bootleg. Na materijalu gitare sviraju četvorica gitarista i teško bi bilo reći u kojoj skladbi neki od njih svira dionicu, međutim točno se zna da Jimmy Crespo i Rick Dufay sviraju u skladbama "Train Kept A-Rollin'", "Mama Kin", "Three Mile Smile / Reefer Head Woman" i "Lord of the Thighs". Vjerojatno zbog međusobnih tenzija na popisu pjesama se ne nalazi niti jedna što ju je napisao Joe Perry, osim skadbe "Three Mile Smile" snimljena u studiju.
Skladba "Major Barbara" originalno je trebala biti sastavni dio albuma Get Your Wings, međutim prije zaključivanja albuma maknuta je s popisa. Osim na albumu Classics Live, skladba se još pojavljuje na kompilaciji Pandora's Box.

## Popis pjesama
1. "Train Kept A-Rollin'"* (Tiny Bradshaw, Lois Mann, Howard Kay) – 3:18
2. "Kings and Queens" (Steven Tyler, Brad Whitford, Tom Hamilton, Joey Kramer, Jack Douglas) – 4:39
3. "Sweet Emotion" (Tyler, Hamilton) – 5:00
4. "Dream On" (Tyler) – 5:02
5. "Mama Kin"* (Tyler) – 3:43
6. "Three Mile Smile"* (Tyler, Perry) / "Reefer Head Woman"* (Lester Melrose, J. Bennett, Jazz Gillum) – 4:55
7. "Lord of the Thighs"* (Tyler) – 6:42
8. "Major Barbara" (Tyler) – 4:01

* Skladbe snimljene u "Orpheum Theater", Boston, Massachusetts - 14. veljače 1984.g.

## Classics Live II
Classics Live II uživo je album američke hard rock skupine Aerosmith koji izlazi u lipnjuu 1987.g.
Materijal na Classics Live II pretežno je snimljen na staru godinu 1984. godine, koji se sastoji od pet skladbi i jedne nanovo obrađene. Ostale dvije, skladba "Let the Music Do the Talking" nalazi se na studijskom albumu Done with Mirrors iz 1985. i cover singl "Draw the Line" iz 1977.g.
Classics Live II smatra se mnogo boljom verzijom prethodnog izdanja. Članovi Aerosmitha odlućili su osobno preuzeti kontrolu na materijalu nakon Classics Live i ulažu veliki trud u izvedbu albuma. Međutim album Classics Live dobiva certifikat zlatni i platinasti, dok Classics Live II dobiva samo zlatni.

## Popis pjesama
1. "Back in the Saddle"* (Tyler, Perry) – 4:39
2. "Happy Birthday"* (Patty Hill, Mildred Hill) / "Walk This Way"* (Tyler, Perry) – 4:22
3. "Movin' Out"* (Tyler, Perry) – 5:45
4. "Draw The Line" (Tyler, Perry) – 5:05
5. "Same Old Song and Dance"* (Tyler, Perry) – 5:23
6. "Last Child"* (Tyler, Brad Whitford) – 3:44
7. "Let the Music Do the Talking" (Perry) – 5:47
8. "Toys in the Attic" (Tyler, Perry) – 4:05

* Skladbe snimljene u "Orpheum Theater", Boston, Massachusetts - 31. prosinca 1984.

## Classics Live kompletno izdanje
- 1988. godine izlazi sadržaj oba albuma na CD-u.

## Certifikat

### Classics Live I
| Organizacija | Status     | Datum             |
| ------------ | ---------- | ----------------- |
| RIAA - SAD   | Zlatni     | 22. srpnja 1991.  |
| RIAA - SAD   | Platinasti | 26. veljače 2001. |

### Classics Live II
| Organizacija | Status | Datum               |
| ------------ | ------ | ------------------- |
| RIAA - SAD   | Zlatni | 28. listopada 1994. |

## Vanjske poveznice
- Classics Live!
- Classics Live! II